# بهمن ۱۳۸۷
بهمن ۱۳۸۷، یازدهمین ماه سال ۱۳۸۷ هجری خورشیدی است.
آغاز آن سه شنبه، ۱ بهمن ۱۳۸۷ برابر با ۲۰ ژانویه ۲۰۰۹ میلادی است.